# Sam Catlin
Sam Catlin é um escritor e produtor americano. Ele trabalhou em Breaking Bad, da AMC. Ele foi nomeado ao prêmio WGA pelo seu trabalho na série.

## Biografia
Catlin começou escrevendo para a televisão em 2005 na série The Great New Wonderful. Ele então começou a escrever e editar histórias para a primeira temporada de Kidnapped em 2006. Ele escreveu o episódio "Stringers". Em 2007 ele tornou-se editor de histórias executivo e escreveu a série Canterbury's Law e escreveu o episódio "Baggage".
Catlin entrou no grupo de Breaking Bad em 2009 como co-produtor e escritor para a segunda temporada. Ele escreveu os episódios "Down" e "4 Days Out". A segunda temporada foi nomeada ao prêmio WGA para melhor série de drama, na cerimônia pelos trabalhos da segunda temporada. Catlin foi promovido para supervisor de produção para a terceira temporada em 2010. Ele foi promovido de novo para produtor co-executivo para a quarta temporada em 2011.
Em 2013, Catlin assinou com a Sony Pictures Television para ajudar a desenvolver projetos, enquanto torna-se produtor co-executivo da Fox para a série Rake, uma adaptação de uma série australiana. Catlin escreveu o episódio piloto e produziu a série Preacher.